# Чемпионат Исландии по футболу 1914
Чемпионат Исландии по футболу 1914 года должен был стать третьим по счёту розыгрышем. Однако, как и в предыдущем году, не состоялся по причине того, что не были определены сроки проведения турнира. Ни одна из команд, кроме «Фрама», точно так же не подала заявку, и в итоге «Фраму» присудили второе чемпионство подряд в сезоне 1914 года.